# Građanski nogometni klub Dinamo Zagreb 2019-2020
Questa voce raccoglie le informazioni riguardanti il Građanski nogometni klub Dinamo Zagreb nelle competizioni ufficiali della stagione 2019-2020.

## Stagione
La Dinamo Zagabria si laureò campione di Croazia per la terza volta consecutiva con un vantaggio di ben quindici punti sulla seconda classifica, la Lokomotiva Zagabria. In Coppa di Croazia fu eliminato ai quarti dal Rijeka, mentre in UEFA Champions League la squadra riuscì a qualificarsi alla fase a gironi dove però si classificò al quarto e ultimo posto, venendo così eliminata.

## Rosa
Aggiornata al 25 gennaio 2020
| N. |                                 | Ruolo | Calciatore                 |
| -- | ------------------------------- | ----- | -------------------------- |
| 1  | Croazia (bandiera)              | P     | Danijel Zagorac (capitano) |
| 5  | Macedonia del Nord (bandiera)   | C     | Arijan Ademi (capitano)    |
| 8  | Bosnia ed Erzegovina (bandiera) | C     | Izet Hajrović              |
| 9  | Serbia (bandiera)               | A     | Komnen Andrić              |
| 10 | Croazia (bandiera)              | C     | Lovro Majer                |
| 11 | Svizzera (bandiera)             | A     | Mario Gavranović           |
| 14 | Bosnia ed Erzegovina (bandiera) | C     | Amer Gojak                 |
| 16 | Croazia (bandiera)              | A     | Bartol Barišić             |
| 17 | Croazia (bandiera)              | C     | Luka Ivanušec              |
| 18 | Croazia (bandiera)              | C     | Antonio Marin              |
| 19 | Svizzera (bandiera)             | D     | François Moubandje         |
| 20 | Nigeria (bandiera)              | C     | Iyayi Atiemwen             |
| 21 | Croazia (bandiera)              | A     | Bruno Petković             |

| N. |                     | Ruolo | Calciatore                |
| -- | ------------------- | ----- | ------------------------- |
| 22 | Croazia (bandiera)  | D     | Marin Leovac              |
| 27 | Croazia (bandiera)  | C     | Nikola Moro               |
| 28 | Francia (bandiera)  | D     | Kévin Théophile-Catherine |
| 30 | Slovenia (bandiera) | D     | Petar Stojanović          |
| 39 | Croazia (bandiera)  | C     | Robert Mišković           |
| 40 | Croazia (bandiera)  | P     | Dominik Livaković         |
| 47 | Croazia (bandiera)  | C     | Tomislav Duvnjak          |
| 55 | Croazia (bandiera)  | D     | Dino Perić                |
| 66 | Austria (bandiera)  | D     | Emir Dilaver              |
| 77 | Croazia (bandiera)  | A     | Sandro Kulenović          |
| 92 | Polonia (bandiera)  | C     | Damian Kądzior            |
| 99 | Croazia (bandiera)  | A     | Mislav Oršić              |

## Risultati

### 1. HNL
| Arbitro: | Igor Pajač |

|                                      |           |  |
| Kądzior 17’ Oršić 45+1’ Petković 85’ | Marcatori |  |

| Arbitro: | Marko Matoc |

|  |           |                                   |
|  | Marcatori | 4’ Petković 40’ Atiemwen 89’ Moro |

| Arbitro: | Mario Zebec |

|                             |           |            |
| Olmo 22’ Moro 57’ Gojak 83’ | Marcatori | 86’ Lovrić |

| Osijek 9 agosto 2019, ore 21:00 CEST (UTC+2) 4ª giornata | Osijek      | 0 – 0 referto | Dinamo Zagabria | Stadio Gradski vrt (5 127 spett.)\| Arbitro: \| Mario Zebec \| |
| Arbitro:                                                 | Mario Zebec |               |                 |                                                                |

| Arbitro: | Damir Batinić |

|           |           |                   |
| Tsonev 8’ | Marcatori | 40’, 50’ Atiemwen |

| Arbitro: | Damir Batinić (Osijek) |

|           |           |  |
| Jradi 56’ | Marcatori |  |

| Arbitro: | Igor Pajač (Sveti Ivan Zelina) |

|                |           |  |
| Gavranović 53’ | Marcatori |  |

| Arbitro: | Marko Matoc (Zaprešić) |

|                |           |  |
| Guera Djou 62’ | Marcatori |  |

| Arbitro: | Ivan Bebek |

|  |           |                                               |
|  | Marcatori | 10’ Kądzior 58’ Olmo 59’ Oršić 74’ Gavranović |

| Arbitro: | Tihomir Pejin |

|                    |           |  |
| Petković 5’ (rig.) | Marcatori |  |

| Arbitro: | Mario Zebec |

|                    |           |                                 |
| Lovrić 55’ Suk 77’ | Marcatori | 25’, 49’, 61’ Oršić 27’ Kądzior |

| Arbitro: | Igor Pajač |

|             |           |  |
| Kądzior 42’ | Marcatori |  |

| Arbitro: | Duje Strukan |

|              |           |  |
| Gvardiol 48’ | Marcatori |  |

| Arbitro: | Mario Zebec |

|  |           |                                                 |
|  | Marcatori | 14’ Ivanušec 18’, 26’, 70’ Oršić 20’ Stojanović |

| Arbitro: | Ivan Bebek |

|                    |           |                     |
| Ismajli 12’ (aut.) | Marcatori | 45+1’ (rig.) Caktaš |

| Arbitro: | Duje Strukan |

|                   |           |                       |
| Ćuže 90+1’ (rig.) | Marcatori | 22’ Kądzior 49’ Oršić |

| Arbitro: | Marin Vidulin |

|                |           |  |
| Gavranović 77’ | Marcatori |  |

| Arbitro: | Duje Strukan |

|           |           |  |
| Oršić 67’ | Marcatori |  |

| Arbitro: | Tihomir Pejin |

|                                       |           |  |
| Olmo 9’ Oršić 17’ Petković 56’ (rig.) | Marcatori |  |

| Arbitro: | Mario Zebec |

|  |           |                             |
|  | Marcatori | 53’ Petković 45+2’ Ivanušec |

| Arbitro: | Dario Bel |

|                                     |           |  |
| Théophile-Catherine 72’ Kądzior 86’ | Marcatori |  |

| Arbitro: | Mario Zebec |

|                  |           |  |
| Marić 77’ (rig.) | Marcatori |  |

| Arbitro: | Marin Vidulin |

|                                      |           |                        |
| Leovac 6’ Kądzior 60’ Gavranović 72’ | Marcatori | 39’ Bosec 90+1’ Andrić |

| Arbitro: | Duje Strukan |

|                                            |           |  |
| Ademi 1’ Kądzior 81’ Oršić 85’ Gojak 90+3’ | Marcatori |  |

| Arbitro: | Ivan Bebek |

|  |           |                       |
|  | Marcatori | 74’ Ademi 47’ Kądzior |

| Arbitro: | Dario Kulušić |

|                      |           |  |
| Dilaver 2’ Majer 69’ | Marcatori |  |

| Arbitro: | Ivan Župan |

|             |           |                                           |
| Obregón 79’ | Marcatori | 13’ Ademi 18’ (rig.) Petković 90+3’ Marin |

| Arbitro: | Duje Strukan |

|                  |           |  |
| Tolić 90’ (rig.) | Marcatori |  |

| Arbitro: | Dario Kulušić |

|                                       |           |                                           |
| Kądzior 23’ Ivanušec 37’ Petković 90’ | Marcatori | 45’ (aut.) Théophile-Catherine 49’ Mateus |

| Velika Gorica 20 giugno 2020, ore 21:05 CEST (UTC+2) 30ª giornata | HNK Gorica    | 0 – 0 referto | Dinamo Zagabria | Stadion Radnik (1 705 spett.)\| Arbitro: \| Marin Vidulin \| |
| Arbitro:                                                          | Marin Vidulin |               |                 |                                                              |

| Zagabria 27 giugno 2020, ore 20:00 CEST (UTC+2) 31ª giornata | Dinamo Zagabria | 0 – 0 referto | Osijek | Stadion Maksimir (1 703 spett.)\| Arbitro: \| Ivan Bebek \| |
| Arbitro:                                                     | Ivan Bebek      |               |        |                                                             |

| Arbitro: | Ivan Župan |

|  |           |          |
|  | Marcatori | 62’ Ćuže |

| Arbitro: | Damir Batinić |

|                              |           |  |
| Gvardiol 2’ (aut.) Čolak 52’ | Marcatori |  |

| Arbitro: | Ivan Bebek |

|                        |           |                                              |
| Ivanušec 13’ Oršić 61’ | Marcatori | 31’, 81’ Čuić 86’ (aut.) Théophile-Catherine |

| Pola 18 luglio 2020, ore 21:05 CEST (UTC+2) 35ª giornata | Istria 1961 | 0 – 0 referto | Dinamo Zagabria | Stadio Aldo Drosina (0 spett.)\| Arbitro: \| Igor Pajač \| |
| Arbitro:                                                 | Igor Pajač  |               |                 |                                                            |

| Arbitro: | Igor Pajač |

|                   |           |  |
| Majer 9’ Ćuže 42’ | Marcatori |  |

### Coppa di Croazia
| Arbitro: | Igor Pajač (Sveti Ivan Zelina) |

|  |           |                                                                                             |
|  | Marcatori | 10’, 55’ Kądzior 11’ Oršić 43’ (rig.) Petković 45’ Šitum 82’ Atiemwen 90’ (rig.) Gavranović |

| Arbitro: | Zdenko Lovrić |

|  |           |                                       |
|  | Marcatori | 7’ Kądzior 28’ (rig.), 35’ Gavranović |

| Arbitro: | Igor Pajač |

|           |           |  |
| Čolak 16’ | Marcatori |  |

### Supercoppa di Croazia
| Arbitro: | Mario Zebec |

|           |           |  |
| Gojak 41’ | Marcatori |  |

### UEFA Champions League

#### Secondo turno di qualificazione
| Arbitro: | Petr Ardeleanu |

|  |           |                               |
|  | Marcatori | 67’ Oršić 78’ (rig.) Petković |

| Arbitro: | Daniele Doveri |

|                                   |           |  |
| Oršić 77’ Petković 88’ Olmo 90+4’ | Marcatori |  |

#### Terzo turno di qualificazione
| Arbitro: | Paweł Raczkowski |

|         |           |           |
| Olmo 7’ | Marcatori | 59’ Sigér |

| Arbitro: | Ruddy Buquet |

|  |           |                                           |
|  | Marcatori | 16’ Ademi 47’ Petković 55’ Olmo 79’ Gojak |

#### Play-off
| Arbitro: | Daniele Orsato |

|                              |           |  |
| Petković 8’ (rig.) Oršić 28’ | Marcatori |  |

| Arbitro: | Ovidiu Hațegan |

|           |           |           |
| David 11’ | Marcatori | 71’ Gojak |

#### Fase a gironi
| Arbitro: | Jesús Gil Manzano |

|                                |           |  |
| Leovac 10’ Oršić 31’, 42’, 68’ | Marcatori |  |

| Arbitro: | Serdar Gözübüyük |

|                          |           |  |
| Sterling 66’ Foden 90+5’ | Marcatori |  |

| Arbitro: | Antonio Mateu Lahoz |

|                          |           |                           |
| Konoplyanka 16’ Dodô 75’ | Marcatori | 25’ Olmo 60’ (rig.) Oršić |

| Arbitro: | Felix Brych |

|                                     |           |                                            |
| Petković 25’ Ivanušec 83’ Ademi 89’ | Marcatori | 13’ Patrick 90+3’ Moraes 90+7’ (rig.) Tetê |

| Arbitro: | Sergei Karasev |

|                             |           |  |
| Muriel 27’ (rig.) Gómez 47’ | Marcatori |  |

| Arbitro: | Carlos del Cerro Grande |

|          |           |                               |
| Olmo 10’ | Marcatori | 34’, 50’, 54’ Jesus 84’ Foden |

## Statistiche

### Statistiche di squadra
| Competizione          | Punti | In casa | In casa | In casa | In casa | In casa | In casa | In trasferta | In trasferta | In trasferta | In trasferta | In trasferta | In trasferta | Totale | Totale | Totale | Totale | Totale | Totale | DR  |
| Competizione          | Punti | G       | V       | N       | P       | Gf      | Gs      | G            | V            | N            | P            | Gf           | Gs           | G      | V      | N      | P      | Gf     | Gs     | DR  |
| --------------------- | ----- | ------- | ------- | ------- | ------- | ------- | ------- | ------------ | ------------ | ------------ | ------------ | ------------ | ------------ | ------ | ------ | ------ | ------ | ------ | ------ | --- |
| 1. HNL                | 80    | 18      | 15      | 2       | 1       | 34      | 9       | 18           | 10           | 3            | 5            | 28           | 11           | 36     | 25     | 5      | 6      | 62     | 20     | +42 |
| Coppa di Croazia      | -     | -       | -       | -       | -       | -       | -       | 3            | 2            | 0            | 1            | 10           | 1            | 3      | 2      | 0      | 1      | 10     | 1      | +9  |
| UEFA Champions League | -     | 6       | 3       | 2       | 1       | 14      | 8       | 6            | 2            | 2            | 2            | 9            | 7            | 12     | 5      | 4      | 3      | 23     | 15     | +8  |
| Supercoppa di Croazia | -     | 1       | 1       | 0       | 0       | 1       | 0       | -            | -            | -            | -            | -            | -            | 1      | 1      | 0      | 0      | 1      | 0      | +1  |
| Totale                | -     | 25      | 19      | 4       | 2       | 49      | 17      | 27           | 14           | 5            | 8            | 47           | 19           | 52     | 33     | 9      | 10     | 96     | 36     | +60 |

### Andamento in campionato
| Giornata  | 1 | 2 | 3 | 4 | 5 | 6 | 7 | 8 | 9 | 10 | 11 | 12 | 13 | 14 | 15 | 16 | 17 | 18 | 19 | 20 | 21 | 22 | 23 | 24 | 25 | 26 | 27 | 28 | 29 | 30 | 31 | 32 | 33 | 34 | 35 | 36 |
| --------- | - | - | - | - | - | - | - | - | - | -- | -- | -- | -- | -- | -- | -- | -- | -- | -- | -- | -- | -- | -- | -- | -- | -- | -- | -- | -- | -- | -- | -- | -- | -- | -- | -- |
| Luogo     | C | T | C | T | T | C | T | C | T | T  | C  | T  | C  | C  | T  | C  | T  | C  | C  | T  | C  | T  | C  | C  | T  | C  | T  | T  | C  | T  | C  | T  | T  | C  | T  | C  |
| Risultato | V | V | V | N | V | V | P | V | P | V  | V  | V  | V  | V  | N  | V  | V  | V  | V  | V  | V  | P  | V  | V  | V  | V  | V  | P  | V  | N  | N  | V  | P  | P  | N  | V  |
| Posizione | 1 | 1 | 1 | 1 | 1 | 1 | 2 | 2 | 3 | 3  | 2  | 1  | 1  | 1  | 1  | 1  | 1  | 1  | 1  | 1  | 1  | 1  | 1  | 1  | 1  | 1  | 1  | 1  | 1  | 1  | 1  | 1  | 1  | 1  | 1  | 1  |

Fonte:  1. HNL 2019/2020, su weltfussball.de.
Legenda:

Luogo: C = Casa; T = Trasferta. Risultato: V = Vittoria; N = Pareggio; P = Sconfitta.